# Сісигамбіда
Сісигамбіда (*бл. 400 до н. е. —323 до н. е.) — царівна часів Стародавньої Персії, мати Дарія III.

## Життєпис
Походила з династії Ахеменідів. Була дочкою царя царів Артаксеркса II (за менш поширеною версією — Остана). Була одружена з двоюрідним (або рідним) братом Арсамом, від якого народила двох синів та  одну доньку.
Завдяки сходженню її сина Дарія на трон Перської імперії у 336 році до н. е. Сісигамбіда набула статус матері царя. Під час війни Дарія III з Олександром Македонським супроводжувала сина. У 333 році до н. е. після поразки персів у битві при Іссі разом з царською родиною потрапила у полон.
Опинилася під опікою Олександра Македонського, який наказав надавати забезпечення Сісигамбіді та усім рідним на царському рівні. Стала називати Олександра сином, а той її матір'ю. Сісигамбіда, за переказами давньогрецьких істориків, не могла пробачити Дарія III за те, що той кинув родину у битві при Іссі.
Під час битві при Гавгамелах у 331 році до н. е. була в обозі македонських військ. У 330 році до н. е. після смерті Дарія III організувала його похорон. У 324 році до н. е. була присутня на великому весіллі у Сузах, де одружився Олександр Македонськими та усі його військовики з перськими та мідійськими аристократками. Сісигамбіда влаштувала шлюб онуки Статири II з Олександром Македонським.
Дізнавшись про смерть Олександра 323 року до н. е, Сісигамбіда відмовилася їсти й померла через 4 дні.

## Родина
Чоловік — Арсам
Діти:
- Дарій III, цар царів у 336—330 роках до н. е.
- Оксатр
- Статира I

## Пам'ять
На її честь названо астероїд 823 Сісигамбіда.